# Remsen (Nova York)
Remsen és una població dels Estats Units a l'estat de Nova York. Segons el cens del 2000 tenia 531 habitants.

## Demografia
Segons el cens del 2000, Remsen tenia 531 habitants, 202 habitatges, i 136 famílies. La densitat de població era de 554,1 habitants per km².
Dels 202 habitatges en un 36,1% hi vivien nens de menys de 18 anys, en un 49% hi vivien parelles casades, en un 15,8% dones solteres, i en un 32,2% no eren unitats familiars. En el 24,3% dels habitatges hi vivien persones soles el 10,4% de les quals corresponia a persones de 65 anys o més que vivien soles. El nombre mitjà de persones vivint en cada habitatge era de 2,63 i el nombre mitjà de persones que vivien en cada família era de 3,12.
Per edats la població es repartia de la següent manera: un 27,7% tenia menys de 18 anys, un 12,2% entre 18 i 24, un 27,9% entre 25 i 44, un 22,6% de 45 a 60 i un 9,6% 65 anys o més.
L'edat mediana era de 32 anys. Per cada 100 dones de 18 o més anys hi havia 94,9 homes.
La renda mediana per habitatge era de 29.485 $ i la renda mediana per família de 32.625 $. Els homes tenien una renda mediana de 27.083 $ mentre que les dones 23.750 $. La renda per capita de la població era de 12.625 $. Entorn del 17,5% de les famílies i el 19% de la població estaven per davall del llindar de pobresa.